# Ray-Güde Mertin
Ray-Güde Mertin (Marburg, 19 de juliol de 1943 - Frankfurt del Main, 13 de gener de 2007), va ser una professora universitària, traductora i agent literària alemanya, dedicada a la divulgació de la literatura en llengua portuguesa als països de llengua alemanya.

## Biografia
Va estudiar batxillerat a Barcelona i es va especialitzar en Filologia Romànica i Filologia Germànica a la Universitat Humboldt de Berlín. Entre 1969 i 1977, va ser professora de Llengua i Literatura Alemanyes a la Universitat de São Paulo i a la Universitat Estatal de Campinas al mateix temps que s'interessava per la literatura lusófona.
Des de 1984, era professora de Literatura brasilera a la Universitat Johann Wolfgang Goethe, en Frankfurt. La seva tesi doctoral versava sobre l'obra de Ariano Suassuna.
Quan el 1982 va tornar a Alemanya, va crear una agència literària en Bad Homburg, prop de Frankfurt, mitjançant la qual representava més d'un centenar d'autors. Va traduir diverses obres del portuguès a l'alemany, com Perto do Coração Selvagem (Prop del cor salvatge), de Clarice Lispector; Um Brasileiro em Berlim, de João Ubaldo Ribeiro; i Não Veuràs País Nenhum, de Ignácio de Loyola Brandão.
Entre els seus agenciats s'incloïen també el caboverdià Germà Almeida, els mozambiquens Pepe Tela i Mia Couto, la portuguesa Sophia de Mello, el mexicà Xavier Velasco, l'espanyol José Manuel Fajardo, el xilè Luis Sepúlveda i el Premi Nobel de Literatura de 1998, José Saramago.